# Carson Cooman

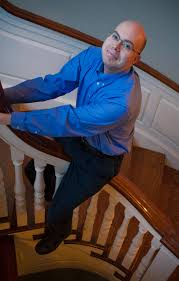
Carson Cooman, 2017

Carson Cooman (* 12. Juni 1982 in Rochester, New York) ist ein US-amerikanischer Komponist und Organist.

## Leben
Cooman erhielt als Dreijähriger den ersten Klavierunterricht. Nach dem Besuch der Allendale Columbia School studierte er Musik an der Harvard University und an der Carnegie Mellon University. Cooman komponierte zahlreiche Werke, die auch von deutschen Verlagen wie Carus-Verlag und Strube-Verlag veröffentlicht wurden.

## Werke (Auswahl)
- Zwei Lobgesänge. Für vierstimmig gemischten Chor und Tasteninstrument (gewidmet Lothar Graap). Strube-Verlag.
- Zwei Orgelwerke (Gewidmet Andreas Willscher und Hans Uwe Hielscher). Strube-Verlag.
- Voluntary „O du fröhliche“. Strube-Verlag.
- Expressions for organ. Carus-Verlag.